# Национально-территориальная автономия
Национа́льно-территориа́льная автоно́мия и Территориально-национальная автономия — разновидность территориальной автономии, один из способов решения национального вопроса.

## РСФСР (1917—1922)
Первоначально в Советской России сохранялось старое административно-территориальное деление, основными единицами которого были губернии и области. В конце 1917—1918 на территории РСФСР возникли областные объединения Советов и государственные образования, называемые советскими республиками.
Одной из первых была Туркестанская Советская республика, которая была провозглашена весной 1918 года. В этот же период возникли Донецко-Криворожская, Терская, Кубано-Черноморская, Донская, Таврическая Советские республики, которые считались частями Российской Федерации. Все они, кроме Туркестанской Советской республики, в 1918 году прекратили своё существование под ударами интервентов и Белой гвардии и не были восстановлены.
Также создавались государственные образования по национальному признаку. Во второй половине 1918 года появилась такая форма автономии, как трудовая коммуна, а с 1920 года начинает широко применяться другая форма автономии — автономная область. В конце 1918 года была образована Трудовая коммуна Немцев Поволжья. В 1919 году в составе РСФСР создаются Башкирская Советская Республика, а в 1920—1921 годах — Киргизская (Казахская) АССР, Татарская, Дагестанская, Горская автономные республики, Карельская трудовая коммуна, Чувашская, Калмыцкая, Марийская, Вотская (Удмуртская) автономные области. В 1921—1922 годах в составе РСФСР были образованы Якутская АССР, а также автономные области: Карачаево-Черкесская, Кабардино-Балкарская, Коми, Монголо-Бурятская.
По конституции РСФСР 1918 года, автономные области и трудовые коммуны, так же как и автономные республики, являлись разновидностью автономного областного союза.

## СССР
Национально-территориальная автономия была широко распространена в Союзе ССР. Запутанная и зачастую непоследовательная национальная политика коммунистов привела к созданию на территории бывшей империи беспрецедентной в мировой истории по числу и сложности устройства системы национально-территориальных автономий.

## Китай
Административное деление Китайской Народной Республики аналогично административному делению СССР — территории делятся по принципу их преимущественной заселенности тем или иным этносом и называются автономными районами. Эти районы признаются Конституцией КНР и сами имеют право дробиться на территории. Однако фактически степень автономности таких районов находится под вопросом, так как их руководство согласно Конституции назначается Собранием народных представителей, от которого также зависит законодательство этих районов. Этим автономные территории и отличаются от остальных провинций страны.
Из признанных 55 этнических меньшинств 44 имеют автономные территории. Площадь всех автономных территорий занимает около 64 % всей территории страны.
Автономные территории Китая находятся в первых трёх строках следующей таблицы:
| Уровень       | Тип               | Китайский | Пиньинь   | Количество на июнь 2005 |
| ------------- | ----------------- | --------- | --------- | ----------------------- |
| провинции (1) | Автономные районы | 自治区    | zìzhìqū   | 5                       |
| округа (2)    | Автономные округа | 自治州    | zìzhìzhōu | 30                      |
| уезды (3)     | Автономные уезды  | 自治县    | zìzhìxiàn | 117                     |
| уезды (3)     | Хошуны            | 自治旗    | zìzhìqí   | 3                       |